# Acalypha bipartita
Acalypha bipartita är en törelväxtart som beskrevs av Johannes Müller Argoviensis. Acalypha bipartita ingår i släktet akalyfor, och familjen törelväxter. Inga underarter finns listade i Catalogue of Life.